# Fritz Conrad

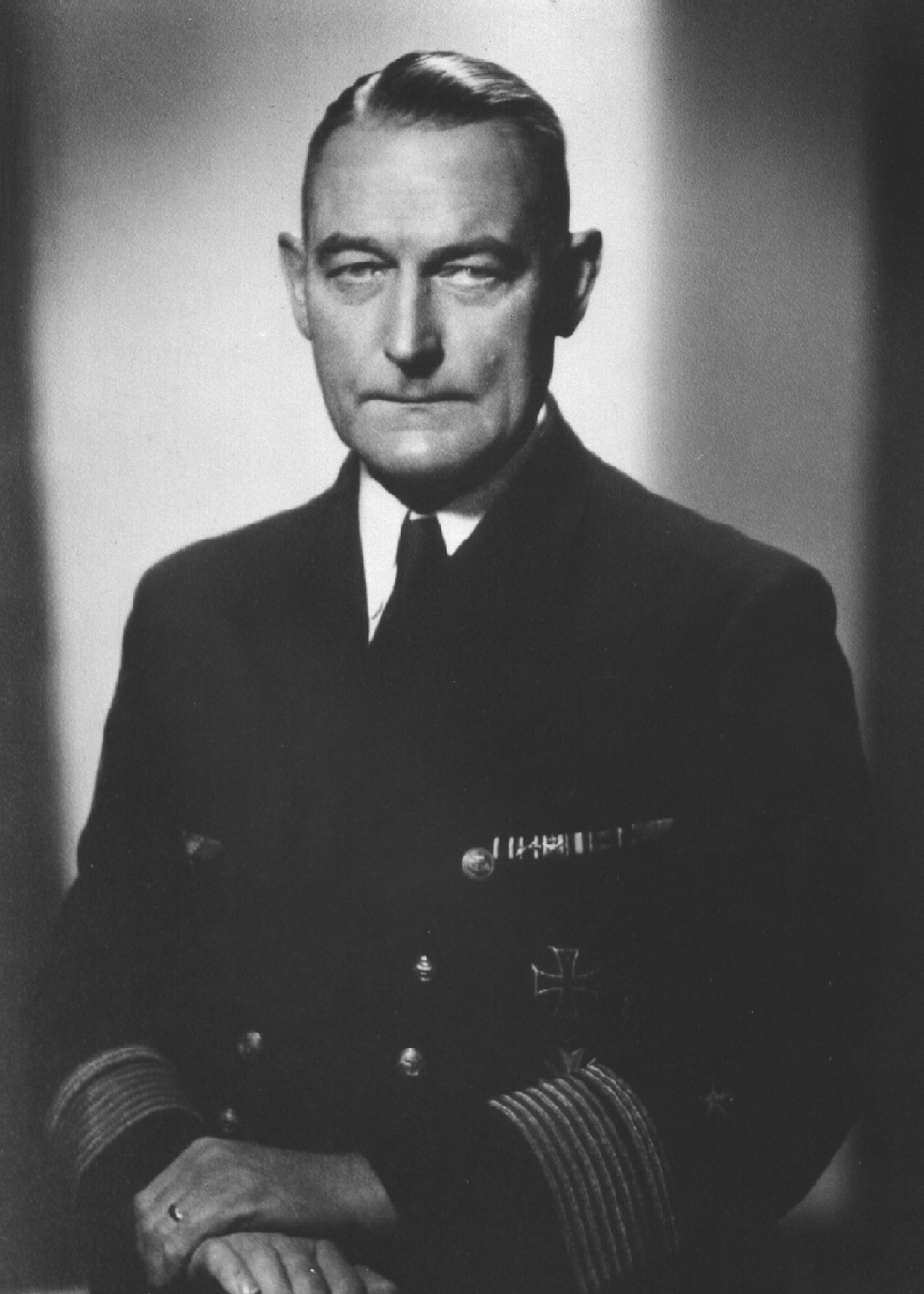
Fritz Conrad (ca. 1943)

Heinrich Friedrich (Fritz) Conrad (* 18. April 1883 in Schwedt/Oder; † 1. Januar 1944 in Greifswald) war ein deutscher Konteradmiral im Zweiten Weltkrieg sowie Forschungsleiter.

## Leben
Conrad war der Sohn eines Gymnasialprofessors und trat nach dem Abitur am Hohenzollern-Gymnasium zu Schwedt/Oder am 10. April 1901 als Seekadett in die Kaiserliche Marine ein. In den folgenden 30 Jahren, bis zu seiner Verabschiedung aus der Reichsmarine, hat er auf vielen Schiffen in heimischen und überseeischen Gewässern Dienst getan, darunter vielfach auf Fahrzeugen des Vermessungsdienstes. Durch die Einführung neuer Methoden trug er wesentlich zur Verbesserung der Hochseevermessung bei.
Er war zwölf Jahre lang leitender Offizier der Küstenvermessung in heimischen Gewässern und in den damaligen deutschen Südsee-Kolonien. Im Winter 1913/14 erhielt er eine zusätzliche Ausbildung in astronomischer Ortsbestimmung, Ozeanographie, Meteorologie und Kompasslehre bei der Deutschen Seewarte in Hamburg. Vor und nach dem Ersten Weltkrieg führte er 1913 bis 1924 als Kommandant der Vermessungsschiffe Hyäne, Triton und Panther Vermessungen in deutschen Gewässern durch. Er stand somit in enger Verbindung zum Hydrographischen Dienst der Marine. Danach gehörte er 1924 bis 1926 als Dezernent für das Seekarten- und Vermessungswesen der Nautischen Abteilung der Marineleitung in Berlin an. In dieser Stellung förderte er die Deutsche (Süd)Atlantische Expedition auf dem Forschungsschiff Meteor. Nach zwei Jahren als Kommandant auf dem Kleinen Kreuzer Nymphe und drei Jahren als Festungskommandant von Swinemünde wurde er am 30. September 1931 mit dem Charakter als Konteradmiral aus der Reichsmarine entlassen.
Neben seiner Dienstzeit besuchte er 1918 bis 1924 an der Universität Kiel und an der Technischen Hochschule zu Berlin-Charlottenburg Vorlesungen über Astronomie, Geodäsie, Mathematik und Physik.
Er befasste sich auch mit der Entwicklung spezieller meteorologischer Instrumente. Als Beispiel sei hier die Forderung und Förderung der Marine-Radiosonde zur Messung und Funkmeldung aerologischer Parameter (z. B. Temperatur, Luftdruck und Luftfeuchtigkeit) und die Entwicklung von Instrumenten für das Windmessverfahren auf radarähnlicher Grundlage genannt. Eine praktische Anwendung dieser Technologie war die geheime Wetterstation „Wetter-Funkgerät Land-26“.
Von 1931 bis 1933 widmete er sich hauptsächlich dem Studium der geophysikalischen Fächer Ozeanographie und Meteorologie an der Universität Berlin und promovierte 1933 magna cum laude zum Dr. phil. mit der Arbeit „Astronomische Ortsbestimmung und Kimmtiefenmessung auf See“. Im gleichen Jahr wurde er als wissenschaftlicher Dezernent wieder zur Nautischen Abteilung der Marineleitung in Berlin berufen. In dieser Position blieb er von Oktober 1933 bis November 1939. Anschließend war er bis zu seinem Tod Chef der Nautisch-Wissenschaftlichen Abteilung und zum Chef des Marinewetterdienstes (dem späteren Deutschen Wetterdienst).
Conrad verstarb nach kurzem, schwerem Leiden am 1. Januar 1944 in Greifswald.

## Ehrungen
Aufgrund seiner Verdienste in der nautischen Wissenschaft wurden der Asteroid (1528) Conrada und ein Gebirgszug in der Antarktis Conradgebirge (Neuschwabenland) nach ihm benannt.

## Auszeichnungen
- Kronenorden IV. Klasse[2]
- Eisernes Kreuz (1914) II. und I. Klasse[2]
- Ritterkreuz des Königlichen Hausordens von Hohenzollern mit Schwertern[2]
- Marineverwundetenabzeichen in Schwarz[2]
- Preußisches Dienstauszeichnungskreuz[2]
- Hanseatenkreuz Hamburg[2]
- Friedrich-August-Kreuz II. und I. Klasse[2]

## Karriereverlauf
| Jahr | Datum         | Position |
| ---- | ------------- | --- |
| 1901 | 17. Mai       | Seekadett auf Schulschiff 'MOLTKE'                                                                                |
| 1903 | 30. September | Offiziersanwärter auf dem Linienschiff 'KAISER KARL DER GROßE'                                                    |
| 1903 | 14. Dezember  | Versetzung auf das Linienschiff 'MECKLENBURG'                                                                     |
| 1904 | 29. September | Beförderung zum Leutnant zur See                                                                                  |
| 1904 | 1. Oktober    | Kompanie- und Wachoffizier beim II. Torpedo-Bataillon                                                             |
| 1906 | 30. März      | Beförderung zum Oberleutnant zur See                                                                              |
| 1906 | 1. Oktober    | Oberleutnant zur See auf dem Leichten Kreuzer 'MÜNCHEN'                                                           |
| 1908 | 1. Oktober    | Versetzung ins Reichsmarineamt                                                                                    |
| 1909 | 1. April      | bis zum 29. September 1909 Navigations- und Vermessungsoffizier auf dem Vermessungsschiff 'MÖWE'                  |
|      | 30. September | Dienstreise in die Südsee                                                                                         |
|      | 18. Dezember  | bis zum 17. Dezember 1910 Navigations- und Vermessungsoffizier auf dem Vermessungsschiff 'PLANET'.                |
| 1911 | 18. Februar   | Inspektionsoffizier und Ausbilder an der Ingenieurs- und Deckoffizierschule                                       |
| 1912 | 1. April      | Erster Offizier auf der Aviso 'GRILLE'                                                                            |
|      | 1. Oktober    | Wachoffizier auf dem Linienschiff 'HELGOLAND'                                                                     |
| 1913 | 30. September | Kommando auf dem Vermessungsschiff 'HYÄNE'                                                                        |
| 1914 | 1. April      | Versetzung zur Nautischen Abteilung des Reichsmarineamtes                                                         |
|      | 2. August     | Artillerie- und Prisenoffizier auf dem Hilfskreuzer 'A'                                                           |
|      | 12. August    | Navigations- und Torpedooffizier auf dem Küstenwehrschiff 'SIEGFRIED'                                             |
|      | 1. November   | Chef der 3. Marine-Pionier-Kompanie beim Marinekorps Flandern                                                     |
| 1917 | 20. März      | Kommando über das III. Bataillon                                                                                  |
|      | 11. Juni      | Kommando über das II. Bataillon sowie Kommandeur der Pioniere des Marinekorps                                     |
| 1918 | 1. November   | Referent beim Stab der Marinestation "Ostsee" beim Inspektor des U-Boot-Wesens                                    |
| 1919 | 7. Januar     | bis zum 4. April 1919 Leiter der Vermessungsoffiziere                                                             |
|      | 5. Mai        | Kommandant des Vermessungsschiff 'HYÄNE'                                                                          |
|      | 1. Oktober    | Kommandant des Vermessungsschiffs 'TRITON'                                                                        |
| 1920 | 5. Februar    | Ernennung zum Korvettenkapitän                                                                                    |
| 1921 | 10. Juli      | Kommandant auf dem Vermessungsschiff 'PANTHER'                                                                    |
| 1924 | 6. Oktober    | Referent für Seekarten und Vermessungswesen bei der Nautischen Abteilung der Marineleitung                        |
| 1926 | 1. April      | Ernennung zum Fregattenkapitän                                                                                    |
|      | 21. September | Kommandant des Kreuzers 'NYMPHE'                                                                                  |
| 1928 | 1. April      | Ernennung zum Kapitän zur See auf dem Kreuzer 'NYMPHE'                                                            |
|      | 30. September | Festungskommandant von Swinemünde                                                                                 |
| 1931 | 27. September | Verabschiedung aus dem Aktiven Dienst                                                                             |
| 1933 | 1. Oktober    | Reaktivierung als E-Offizier; Referent in der Nautischen Abteilung der Marineleitung                              |
| 1939 | 2. November   | Chef der Nautisch-Wissenschaftlichen Abteilung und Chef des Marinewetterdienstes im Oberkommando der Kriegsmarine |
| 1941 | 1. Februar    | RDA als Konteradmiral                                                                                             |